# Maria Francesca Rossetti

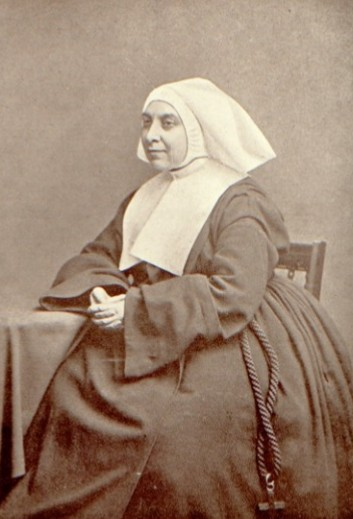
da Reminiscences of William Michael Rossetti. Vol. II. Publisher: Charles Scribner’s & Son, New York 1906

Maria Francesca Rossetti (Londra, 17 febbraio 1827 – Londra, 24 novembre 1876) è stata una critica letteraria e educatrice britannica.

## Biografia

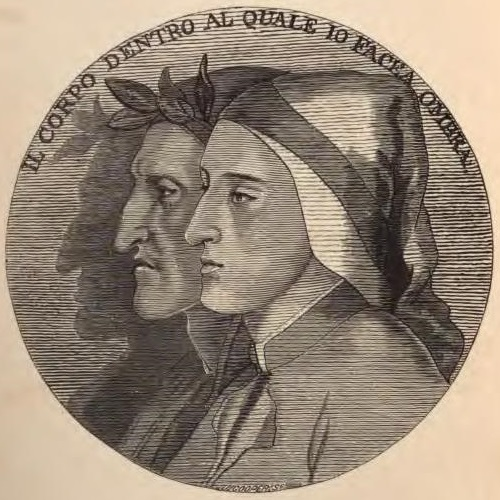
illustrazione di Dante Gabriel Rossetti per A Shadow of Dante...

Figlia di Gabriele Rossetti e Frances Polidori, era sorella maggiore di Dante Gabriel, William Michael e Christina Rossetti e anche cugina di secondo grado di Teodorico Pietrocola Rossetti che frequentò per molti anni la casa londinese della loro famiglia condividendo con lei interessi letterari e religiosi. A 14 anni pubblica la traduzione del poemetto di Giampietro Campana In morte di Guendalina Talbot. Come la sua famiglia, diede un contributo alla conoscenza di Dante Alighieri in Inghilterra..

Fu autrice di una critica dantesca, pubblicata nel 1871, che riscosse molto successo ed ebbe numerose riedizioni e traduzioni fino ai nostri giorni. Fu istitutrice di letteratura inglese, francese ed italiana. Tra le sue allieve anche la piccola Lucy Madox Brown, (futura artista e moglie di William Michael), e alcune sue pubblicazioni sono di natura didattica come i due volumetti di esercizi di traduzione: Exercises in Idiomatic Italian e Aneddoti italiani stampati nel 1867

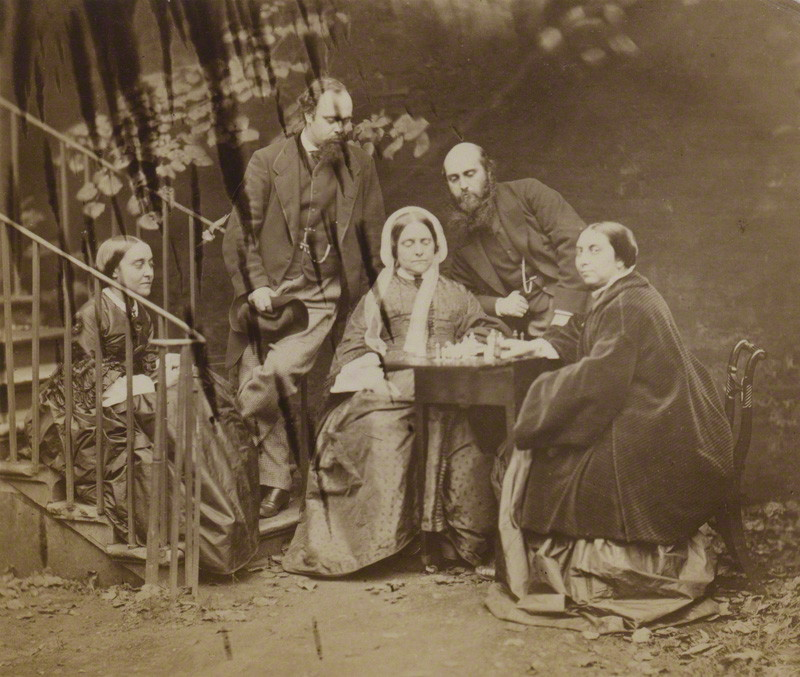
The Rossetti Family foto di Lewis Carroll, 1863, da destra Maria Francesca, William Michael, Frances Polidori, Dante Gabriele, Christina - Chelsea, National Portrait Gallery, Londra

Nel 1873 si fa suora ed entra nel convento anglicano della Society of All Saints. In questo ultimo periodo scrive le sue Letters to my Bible Class del 1872 e la traduzione dal latino del libro The Day Hours del 1875. L'anno seguente, colpita da un tumore all'utero, muore a 48 anni e viene sepolta nell'area riservata al convento nel Brompton Cemetery.

## Opere
- (EN) Maria Francesca Rossetti, A shadow of Dante : being an essay towards studying himself, his world and his pilgrimage, London, Rivingtons, 1871, ISBN 978-1108060769, SBN RAV0198925. URL consultato il 13 dicembre 2016.
- (EN) Maria Francesca Rossetti, Exercises in idiomatic Italian through literal translation from the English, London, Williams and Norgate, 1867, ISBN 978-1108073318. URL consultato il 16 dicembre 2016.
- (EN) Maria Francesca Rossetti, Aneddoti italiani: Italian anecdotes, selected from "Il compagno del passeggio Campestre", London, Williams and Norgate, 1867, ISBN 978-1175408587. URL consultato il 16 dicembre 2016.
- (EN) Maria Francesca Rossetti, Letters To My Bible Class On Thirty-nine Sundays..., Nabu Press, 2011, ISBN 978-1271589845.
- (EN) Maria Francesca Rossetti, The rivulets; a dream not all a dream, London, A. Dod, 1846, OCLC 42216558.
- (EN) Maria Francesca Rossetti, Dante's Pilgrimage Through Hel, Kessinger Publishing, LLC, 2005, ISBN 978-1425344696.
- (EN) Maria Francesca Rossetti, Dante's Pilgrimage Through Purgatory, Kessinger Publishing, LLC, 2010, ISBN 978-1162905099.
- (EN) Maria Francesca Rossetti, Dante's Pilgrimage Through Paradise, Kessinger Publishing, LLC, 2010, ISBN 978-1162905976.
- (EN) Maria Francesca Rossetti, Dantes Life Experience, Kessinger Publishing, LLC, 2010, ISBN 978-1425344689.